# Leonie Ebert
Pour les articles homonymes, voir Ebert.
Leonie Ebert, née le 4 octobre 1999 à Wurtzbourg, est une escrimeuse allemande, spécialiste du fleuret.

## Carrière
Elle remporte la médaille de bronze de fleuret par équipes aux championnats d'Europe de 2017 à Tbilissi.
Elle est championne d’Allemagne de son arme en 2019.

## Palmarès
- Championnats d'Europe :
  -  Médaille d'or en individuel aux championnats d'Europe 2022 à Antalya
  -  Médaille de bronze par équipes aux championnats d'Europe 2017 à Tbilissi
  -  Médaille de bronze par équipes aux championnats d'Europe 2022 à Antalya
  -  Médaille de bronze au fleuret par équipes en 2023 à Cracovie (dans le cadre des Jeux européens de 2023)